# 竹生島流
竹生島流棒術（ちくぶじまりゅうぼうじゅつ、竹生嶋流棒術）は、難波平治光閑が開いた古流棒術の一派。

## 概要
平安時代末期、流祖・難波平治光閑（大坂の人）は信仰していた竹生島弁財天より難波流長刀術を夢想奉得した。源平合戦の折、戦いの最中に長刀の込本から折れた柄のみの棒で戦ったことから、これを竹生島弁財天の冥恩であるとし、竹生島流棒術と名づけた。
同系と思われる霊山竹生嶋流棒術の伝承では竹生島弁財天(竹生嶋弁財天)の啓示を受け、難波流薙刀をもとに棒術を編み出したと伝えられている。いずれの伝承も、竹生島弁財天の神託によって自分が創始した棒術を竹生嶋流棒術と称したと伝えられる。
三代目の佐藤左戸右衛門より出羽庄内で伝えられており、江戸時代は庄内藩で伝承された。
歴代宗家中、第5代の梶原久三郎が達人として知られる。梶原久三郎は庄内の農民であったが、江戸に出て慶心流剣術を修行し、帰郷後に庄内で竹生島流棒術や谷口夢想流太刀術・和（柔術）、坂巻流和、沙門流柔術を学んだと伝えられる。その後、梶原久三郎は庄内藩に仕官した。
第16代を山形県出身の松浦政次郎が継承し、第17代を松浦良夫が継承してから長崎県大村市に移住したことにより、現在は大村市で伝承されている。
なお、霊山竹生嶋流棒術は福島県で伝承されている。

## 歴代宗家
- 初代 難波平治 光閑
- 二代 竹内文左衛門
- 三代 佐藤左戸右衛門
- 四代 佐藤七兵衛
- 五代 梶原久三郎
- 六代 清水弥太夫
- 七代 岡田安兵衛
- 八代 大戸亦助
- 九代 井上祐平
- 十代 村上文六
- 十一代 上野和吉
- 十二代 大屋喜八
- 十三代 大屋作右衛門
- 十四代 関弥次兵衛 長明
- 十五代 岩瀬一心斎 重周
- 十六代 松浦政次郎 好易
- 十七代 松浦良夫 易信
- 十八代 松浦寛澄